# 冠鼠亞科
冠鼠亞科（学名：Lophiomyinae）為哺乳綱囓齒目鼠科的一亞科，僅有「東非冠鼠」一個物種。
與東非冠鼠同科的動物尚有密鼠屬（密鼠）、小裸掌沙鼠屬（彼得沙鼠）等之數種哺乳動物。

## 下级分类
本亚科包括以下属：
- 冠鼠属 Lophiomys 
  - 东非冠鼠 Lophiomys imhausi (crested rat)   
    - Lophiomys imhausi maremortum (Dead Sea crested rat)